# Dink Smallwood
Dink Smallwood – komputerowa gra fabularna wyprodukowana w 1997 przez Robinson Technologies i wydana w 1998 przez Iridon-Interactive.

## Fabuła
Dink jest zwykłym hodowcą świń w Stonebrook. Jego ojciec zniknął, zostawiając go samego z matką, która później umiera w pożarze domu. Dink postanawia przeprowadzić się do ciotki, ale po drodze słyszy o złej i potężnej grupie Cast, którą zamierza pokonać.

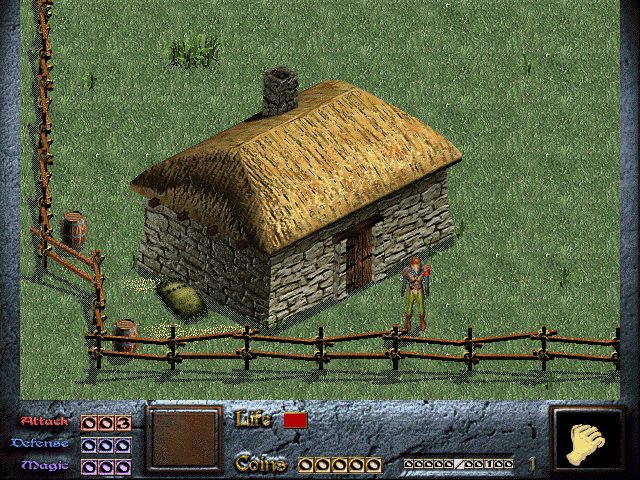
Dink przed domem
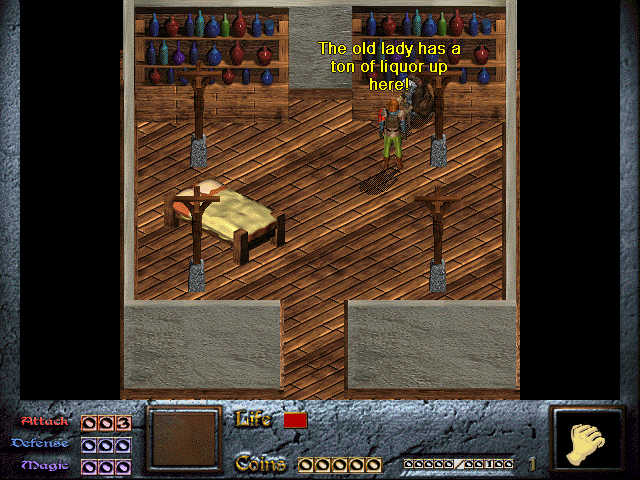
Wnętrze jednego z domów